# 12092 Erinorourke
12092 Erinorourke eller 1998 HH97 är en asteroid i huvudbältet som upptäcktes den 21 april 1998 av LINEAR i Socorro County, New Mexico. Den är uppkallad efter Erin O'Rourke.
Asteroiden har en diameter på ungefär 10 kilometer och den tillhör asteroidgruppen König.